# شیر (استان باتنه)
شیر (به عربی: شير) یک شهرداری در الجزایر است که در استان باتنه واقع شده‌است.